# Agostino Depretis
Agostino Depretis (ur. 13 stycznia 1813 w Mezzana Corti, zm. 29 lipca 1887 w Stradelli) – włoski polityk liberalny, dwukrotny premier Włoch (1876–1879 i 1881–1887).

## Życiorys
W 1834 ukończył studia prawnicze w Pawii, w 1848 podczas Wiosny Ludów został deputowanym do pierwszego parlamentu piemonckiego; był przeciwnikiem Cavoura. W 1853 prawdopodobnie z powodu przewidywania porażki, nie wziął udziału w zaplanowanym przez Mazziniego powstaniu w Mediolanie. W 1860 był jednym z przywódców wyprawy tysiąca na Sycylię. Od marca 1876 do lipca 1887 był (z przerwą 1879–1881) premierem Włoch. Wprowadził powszechny obowiązek szkolny dla dzieci w wieku od 6 do 9 lat (bezpłatna nauka), a w 1882 nową liberalną ordynację wyborczą. W polityce zagranicznej dążył do zbliżenia z państwami centralnymi; w 1882 był jednym z sygnatariuszy Trójprzymierza. Zainicjował ekspansję kolonialną Włoch w Afryce. Gdy w styczniu 1887 włoscy żołnierze zostali pokonani przez Etiopczyków w bitwie pod Dogali, jego rząd podał się do dymisji, jednak w kwietniu Depretis stanął na czele nowego rządu; zmarł kilka miesięcy później.